# 甘丹曲果镇
甘丹曲果镇（藏語：དགའ་ལྡན་ཆོས་འཁོར，威利转写：dgav-ldan-chos-vkhor）是中国西藏自治区拉萨市林周县下辖的一个镇。

## 行政区划
甘丹曲果镇下辖以下地区：
甘丹曲果村、朱加村、觉布村、江角村、朗当村和久荣村。
1. ↑  . 中华人民共和国国家统计局. 2023 （中文（中国大陆））.[]